# Summer Hits No. 1
Summer Hits No. 1 è una raccolta della band pop punk The Queers, pubblicata nel 2004 dalla Suburban Home Records.

## Tracce
1. This Place Sucks
2. Monster Zero
3. You're Tripping
4. Kicked Out of the Weblos
5. Love Love Love
6. Another Girl
7. My Old Man's a Fatso
8. I Wanna Be Happy
9. Ursula Finally Has Tits
10. Like a Parasite
11. Psycho Over You
12. Punk Rock Girls
13. Aishiteruyo Kanojo
14. The Kids Are Alright
15. Fuck This World

## Formazione
- Joe Queer - voce, chitarra
- Phillip Hill - voce, basso
- Dusty Watson - voce, batteria